# تیمچه عتیقه فروش‌ها
تیمچه عتیقه فروشها مربوط به دوره صفوی است و در اصفهان، میدان نقش جهان، بازار بزرگ، بازاردر تالار یانیم‌آور واقع شده و این اثر در تاریخ ۲۳ شهریور ۱۳۸۲ با شمارهٔ ثبت ۱۰۲۱۰ به‌عنوان یکی از آثار ملی ایران به ثبت رسیده‌است.